# Avvistamenti delle Isole Canarie
Per avvistamenti delle Isole Canarie si intendono alcuni avvistamenti di UFO che si sono verificati nelle Isole Canarie fra il 1974 e il 1979. L'avvistamento più noto è accaduto nel giugno del 1976 e ha avuto tra i testimoni anche l'equipaggio di una nave militare spagnola.

## Avvistamento del giugno 1976

### Cronologia degli eventi
La sera del 22 giugno 1976 alle 21:30 circa l'equipaggio della corvetta Atrevida della marina militare spagnola, al largo dell'isola di Fuerteventura, vide in cielo un'intensa luce brillante ad una distanza di circa 3,5 miglia. Dopo un po', la luce cominciò a indebolirsi e sembrò emettere dei raggi luminosi che cominciarono a ruotare. Passato un po' di tempo, attorno alla luce fu visibile un intenso alone di colore giallo-blu. L'equipaggio poté osservare il fenomeno per circa 40 minuti, constatando che durante questo periodo la luce cambiò forma. Il radar della nave non percepì alcun oggetto.
Le luci furono osservate anche da numerosi residenti nelle isole di Tenerife, La Palma, La Gomera e Gran Canaria. Un medico, Francisco Padrón León, raccontò di avere visto una sfera luminosa mentre era a bordo di un taxi e conversava con l'autista. Il dottore raccontò che l'oggetto era molto vicino al suolo ed era trasparente; all'interno erano visibili due umanoidi molto alti, con una tuta rossa e una specie di elmetto in testa. Ad un certo punto, la sfera cominciò a diventare più grande, quindi salì verso il cielo, si frammentò in sfere più piccole e scomparve. Il medico corse in casa e raccontò subito l'accaduto alla famiglia. Una vicina di casa del dottore raccontò che stava guardando la televisione e all'improvviso lo schermo diventò bianco, mentre il cane cominciò ad abbaiare. La signora si affacciò alla finestra e vide il taxi e una sfera luminosa sospesa in aria. Anche lei notò che la sfera era trasparente e vide all'interno due umanoidi. Spaventata, chiuse la finestra e cominciò a pregare.

### Inchiesta ufficiale
Il capitano della corvetta fece rapporto e le autorità militari condussero un'inchiesta. Vennero avanzate quattro ipotesi:
- aereo
- missile
- meteorite
- aurora boreale

La prima ipotesi fu subito scartata, perché nella zona non venne riscontrato a quell'ora alcun traffico aereo, né militare né civile. Non fu presa in considerazione neanche la seconda ipotesi, perché venne giudicata incompatibile con gli effetti luminosi osservati; inoltre si pensò che l'equipaggio di una nave militare avrebbe riconosciuto facilmente gli effetti del lancio di un missile. L'ipotesi del meteorite non fu ritenuta compatibile con le variazioni di luminosità e di traiettoria delle luci osservate. Fu scartata anche l'ipotesi dell'aurora boreale, che sarebbe dovuta essere visibile anche da altre località del sud Europa e del nord Africa. Alla fine, il rapporto dell'inchiesta concluse che le cause del fenomeno erano sconosciute.

## Nuove indagini e chiusura del caso
Anni dopo, il caso fu riesaminato con il contributo di alcuni ricercatori, tra cui l'ex ingegnere della NASA James Oberg e l'astrofisico Jonathan McDowell.
Sulla base di alcuni documenti declassificati della U.S. Navy, è stato possibile dimostrare che le date degli avvistamenti coincidessero in tutti i casi con il lancio di missili UGM-73 Poseidon, effettuati da sottomarini statunitensi nell'ambito di un progetto della NATO. I ricercatori ritengono che l'ipotesi del missile fu scartata troppo affrettatamente dagli inquirenti militari spagnoli.
James Oberg ha evidenziato, tra le altre cose, delle analogie tra l'avvistamento delle Isole Canarie del 1976 e gli avvistamenti che si sono verificati nello Stato della California nel 2015, a seguito del lancio di missili Trident da parte di sottomarini. L'osservazione di umanoidi da parte di alcuni testimoni è stata spiegata con percezioni errate e scherzi dell'immaginazione.
Il ricercatore Riciardo Campo Pérez ha spiegato il fenomeno attraverso la psicologia della percezione, chiarendo tramite evidenze fotografiche come i lanci balistici producano effetti visivi tra cui sfere luminose e scie colorate per via della combustione, che possono con facilità essere interpretati erroneamente e scambiati con velivoli.